# Świadkowie Jehowy na Saint Lucia
Świadkowie Jehowy na Saint Lucia – społeczność wyznaniowa na Saint Lucia, należąca do ogólnoświatowej wspólnoty Świadków Jehowy, licząca w 2023 roku 787 głosicieli, należących do 11 zborów. Na dorocznej uroczystości Wieczerzy Pańskiej w 2023 roku zgromadziło się 2129 osób (ok. 1,5% mieszkańców). Działalność miejscowych głosicieli koordynuje Amerykańskie Biuro Oddziału w Wallkill w Stanach Zjednoczonych.

## Historia
Działalność rozpoczęli na wyspie w roku 1914 zagraniczni głosiciele, m.in. Evander Joel Coward ze Stanów Zjednoczonych. W roku 1930 działalność kaznodziejska była już prowadzona regularnie.
Na przełomie lat 40. i 50. XX wieku na wyspę przybyli misjonarze, absolwenci Szkoły Gilead, którzy utworzyli pierwszy zbór. Misjonarze korzystali z 18-metrowego szkunera Sibia, który później został zastąpiony większą łodzią – Light.
W roku 1953 zanotowano liczbę 33 Świadków Jehowy należących do 2 zborów, rok później było ich 53.
W roku 1975 zanotowano liczbę 278 głosicieli w 4 zborach, a w 1992 roku – 527 w 7 zborach.
W roku 2008 osiągnięto liczbę 688 głosicieli, a w 2009 roku – 739 w 9 zborach. W 2011 roku na uroczystości Wieczerzy Pańskiej zebrało się 2310 osób (ok. 1,4% mieszkańców). W 2020 roku osiągnięto liczbę 723 głosicieli.
Kongresy regionalne odbywają się w języku angielskim i lokalnym języku kreolskim.
Miejscowy zespół tłumaczy publikacje na lokalny język kreolski.